# Frölichhaus

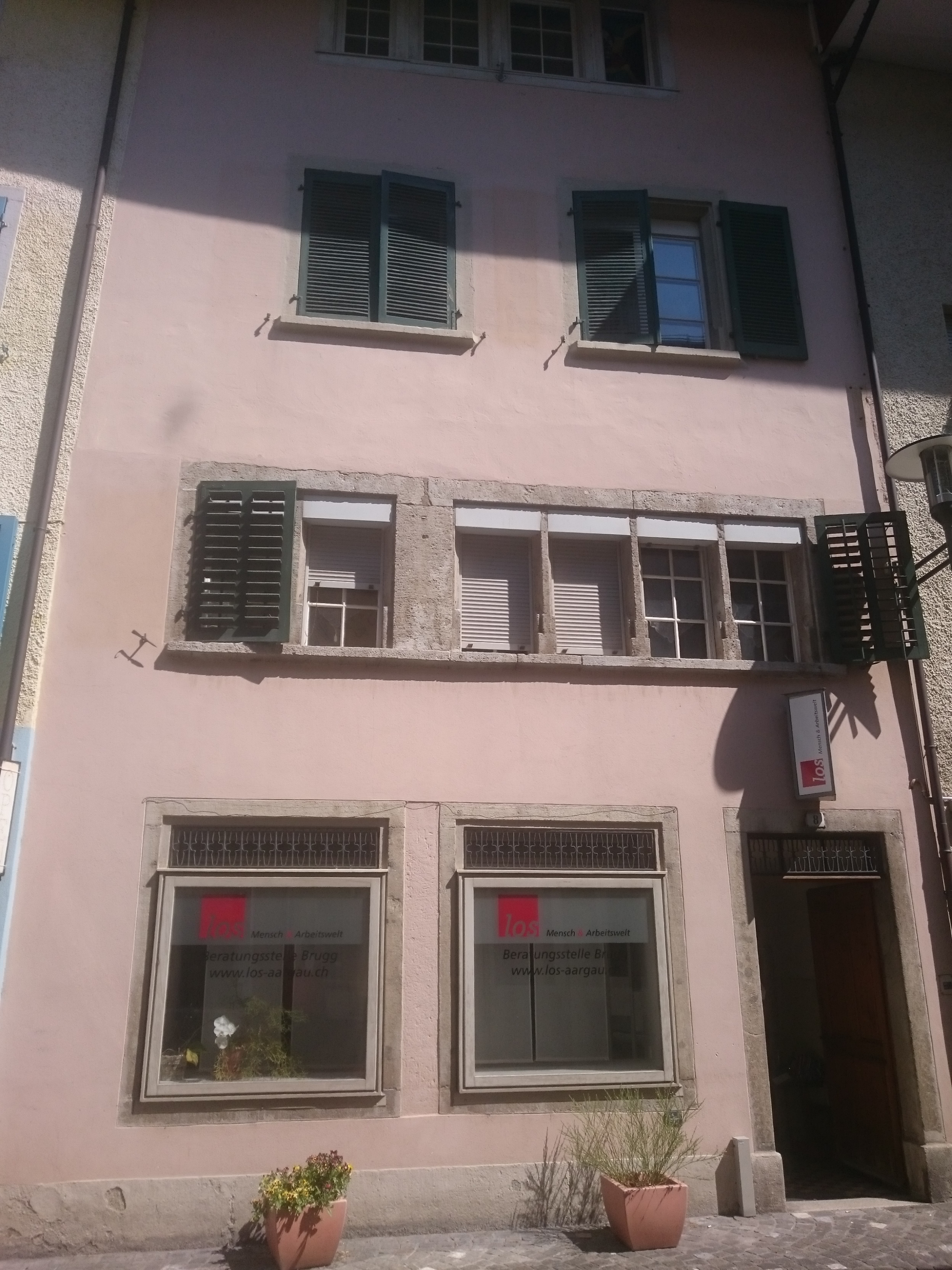
Frölichhaus (2017)

Das Frölichhaus steht in der Altstadt von Brugg im Kanton Aargau an der Kirchgasse 8. Es ist ein Schweizer Kulturgut von regionaler Bedeutung.

## Architektur
Das Frölichhaus weist eine spätgotische Fassade auf. Die Kellertür im Hausgang zeigt einen gefassten Eselsrücken. Im ersten Stockwerk besitzt das Gebäude eine einfache Balkendecke. Im Hinterhaus, einem Riegelbau aus der Zeit um 1600, befindet sich ein skulptierter Fensterpfosten mit Kämpferblock und grosser Volute hinter einem vierteiligen Fenster.